# ジャグアール (大型駆逐艦)
ジャグアール (Jaguar) はフランス海軍の艦艇。シャカル級大型駆逐艦。

## 艦歴
ロリアン海軍工廠で建造。1922年8月22日起工。1923年11月7日進水。1926年7月24日就役。
1940年5月23日、イギリス海峡でドイツのSボート「S21」、「S23」の攻撃により撃沈された。